# Carlos Soto González
Carlos Ernesto Soto González (Rengo, 15 de febrero de 1960) es un ingeniero, exconcejal y exalcalde chileno de Rengo.

## Vida
Es hijo de Raúl Antonio Soto Cerón y de Berta del Transito González Tobar.Estudió en el Liceo de Hombres de Rengo, donde participó activamente en basquetbol, fútbol y tenis de mesa.
Es Ingeniero en Gestión Pública, titulado en 2005, antes de dedicarse al servicio público desarrolló gran parte de su vida laboral en la empresa privada. 
Fue concejal de Rengo en el período 2004-2008. En el 2008, se postuló a alcalde, no resultando electo, aunque obtuvo la segunda mayoría. Luego, en 2012 fue elegido alcalde con la más alta mayoría; 11.556 votos.
Asimismo, en 2016 fue nuevamente electo en el cargo con el 59% de los sufragios. En tanto, que en 2021 fue reelecto alcalde con un 28% de los electores. Siendo, su tercer y último periodo como edil de Rengo.

### Matrimonio e hijos
Esta casado con Marisol Mardones Reyes, son los padres de: Karen, del diputado Raúl Soto y de Nicolás.

## Historial electoral

### Elecciones municipales de 2004
- Elecciones a Concejales de 2004, para Rengo[3]

### Elecciones municipales de 2008
- Elecciones a Alcalde de 2008, para Rengo[4]

### Elecciones municipales de 2012
- Elecciones a Alcalde de 2012, para Rengo[5]

### Elecciones municipales de 2016
- Elecciones Alcalde de 2016, para Rengo[6]

### Elecciones municipales de 2021
- Elecciones Alcalde de 2021, para Rengo[7]